# مناورات العلم الأحمر
مناورات العلم الأحمر (بالإنجليزية: Red Flag) هو تمرين تدريبي جوي قتالي متقدم تستضيفه قاعدة نيلز الجوية في نيفادا. ويُعقد تمرين العلم الأحمر - ألاسكا في قاعد إلسون الجوية في ألاسكا، ويخلف هذا التمرين سلسلة تمارين كوب ثاندر السابق في غرب المحيط الهادئ وألاسكا. ومنذ 1975، تشارك أطقم من القوات الجوية الأمريكية والبحرية الأمريكية ومشاة البحرية الأمريكية وجيش الولايات المتحدة وعدد من القوات الجوية لدول حلف شمال الأطلسي والدول الحليفة في واحد من تمارين العلم الأحمر المتعددة التي تقام على مدار العام، ويدوم كل منها أسبوعين.
تحت رعاية مركز حرب القوات الجوية الأمريكية في نيلز، يقيم السرب 414 تمرين قتالي التابع للجناح 57 تمارين العلم الأحمر في 4 أو 6 دورات على مدار العام، وهي ألعاب حرب واقعية جدًا. وتهدف إلى تدريب الطيارين وأعضاء الأطقم الجوية الآخرين من الولايات المتحدة ودول حلف شمال الأطلسي والدول الحليف على مواقف القتال الجوي الحقيقية. ويتضمن هذا استخدام عتاد «العدو» والذخيرة الحية في تمارين القصف بالقرب من ميدان نيفادا للاختبار والتدريب.

## المناورات المنفذة
- العلم الأحمر 2014 : أقيمت فعاليات المناورة في 5 مارس 2014.[1][2]
- العلم الأحمر 2012 : اختتمت فعاليات المناورة في 08 فبراير 2012.[3]